# Термонбарри
Термонбарри (англ. Tarmonbarry; ирл. Tearmann Bearaigh) — деревня в Ирландии, находится в графстве Роскоммон (провинция Коннахт), там, где трасса N5 пересекает реку Шаннон.
Население — 518 человек (по переписи 2006 года).